# Cercanías Valence
 (octobre 2023).
Si vous disposez d'ouvrages ou d'articles de référence ou si vous connaissez des sites web de qualité traitant du thème abordé ici, merci de compléter l'article en donnant les références utiles à sa vérifiabilité et en les liant à la section « Notes et références ».
Pour un article plus général, voir Cercanías.
Les Cercanías de Valence sont un réseau de train de banlieue exploité par la Renfe Operadora sur les infrastructures de l'Adif (Espagne). Le réseau s'étend dans toute la Communauté valencienne .

## Lignes
Plan des lignes
| Ligne | Terminus                                                     | Stations | Longueur | Voies | Électrifié              | Red de Adif                                             | Tracé |
| ----- | ------------------------------------------------------------ | -------- | -------- | ----- | ----------------------- | ------------------------------------------------------- | ----- |
|       | Valencia Norte - Gandía/Playa y Grao de Gandía (es)          | 13       | 62 km    | 1-2   | Oui                     | Líneas 300 y 344 V. Norte - Silla - Gandía              |       |
|       | Valencia Norte - Játiva - Alcudia de Crespins - Mogente (es) | 16       | 80 km    | 2     | Oui                     | Línea 300 V. Norte - Madrid Chamartín                   |       |
|       | Valencia Norte - Buñol - Utiel (es)                          | 17       | 84 km    | 1     | Non                     | Línea 310 Aranjuez - Valencia-Norte                     |       |
|       | Valencia Norte / Sagunto - Caudiel (es)                      | 13       | 72 km    | 1-2   | Uniqmt. Valencia-Sagunt | Líneas 600 y 610 V. Norte - Sagunto - Teruel - Zaragoza |       |
|       | Valencia Norte - Castellón de la Plana (es)                  | 24       | 77 km    | 2     | Oui                     | Línea 600 V. Norte - San Vicente Caldederos             |       |
|       | Castellón de la Plana - Vinaroz (es)                         | 7        | 151 km   | 2     | Oui                     | Línea 600 V. Norte - San Vicente Caldederos             |       |